# Hakoah Lublin
Hakoah Lublin (hebr. ‏החברה היהודית להתעמלות וספורט הכח לובלין‎) – żydowski klub piłkarski z siedzibą w mieście Lublin, działający w latach 1924–1937.

## Historia
Chronologia nazw:
- 1924: Ż.T.G.S. [Żydowskie Towarzystwo Gimnastyczno-Sportowe] Hakoah Lublin – po fuzji klubów Jardenia i Makkabi
- 1937: klub rozwiązano – po fuzji z Makkabi Lublin

Żydowskie Towarzystwo Gimnastyczno-Sportowe Hakoah zostało założone w Lublinie w 1924 roku przez społeczność żydowską w wyniku fuzji klubów Jardenia i Makkabi. Nazwa Towarzystwa tłumaczona na polski jako "Siła" (hebr. הכח, Hakoah). Chociaż drużyna o nazwie Hakoah po raz pierwszy powstała w Lublinie prawdopodobnie jeszcze przed 1922 rokiem i w 1922 roku rozgrywała mecze w inauguracyjnym sezonie Lubelskiego Związku Piłki Nożnej (klasa C), jednak została wkrótce rozwiązana lub weszła w skład fuzji klubów Jardenia i Makkabi. Według Statutu Towarzystwa z 1931 roku w dziedzinie sportu przewidywał krzewienie aktywności fizycznej w sekcjach gier sportowych (piłki nożnej i ręcznej, koszykówki, boksu, tenisa stołowego), atletyki, szermierki, wioślarstwa i łyżwiarstwa. Towarzystwo Hakoah prowadziło także czytelnię, orkiestrę i chór oraz organizowało wycieczki o charakterze sportowo-rozrywkowym. Towarzystwem kierował Zarząd. Towarzystwo posiadało kilka drużyn, o czym świadczą informacje o rozgrywkach drużyny Hakoach II. Organizowało także duże imprezy sportowe. Bodaj największą była wizyta piłkarskiej reprezentacji Palestyny, która przyjechała do Lublina na zaproszenie Hakoah w październiku 1925 roku. Mecz zakończył się wynikiem 4:2 dla gości. Towarzystwo wielokrotnie zmieniało swoją siedzibę. W 1925 roku siedziba klubu miała znajdować się przy ulicy Krótkiej 2; w 1927 roku oprócz pomieszczeń przy Krótkiej towarzystwo miało do dyspozycji także lokal dawnego kina Cud przy Krakowskim Przedmieściu 53; w latach 30. z kolei miało dysponować lokalem przy Królewskiej 5 (obecnie Królewska 1) oraz przy Rybnej 8. Ponadto dzierżawił plac Arenbrodta przy ulicy Siennej, który uporządkowali i ogrodzili własnymi rękami zawodnicy klubu.
W 1926 roku drużyna zadebiutowała w rozgrywkach Lubelskiego Okręgowego Związku Piłki Nożnej (LOZPN) w Klasie B, zajmując końcowe czwarte miejsce. Największe sukcesy sportowe klub odnosił w roku 1932, kiedy rozgrywał mecze w klasie A LOZPN. Po zajęciu ostatniego czwartego miejsca w grupie Lublin, był zmuszony grać baraż, który jednak przegrał i nigdy nie ponowił już poprzednich sukcesów.
W drugiej połowie lat 30. Hakoah został zasilony przez szereg członków klubów Wieniawa oraz Gwiazda (jid. Sztern), które zostały wówczas zdelegalizowane przez władze państwowe. W 1937 roku drużyna piłkarska Hakoah została zreorganizowana i zaczęła grać w barwach ŻTGS Makkabi.

## Barwy klubowe, strój, herb, hymn
|  |  |

Klub ma barwy niebiesko-białe. Piłkarze domowe spotkania zazwyczaj grali w niebiesko-białych strojach.

## Sukcesy

### Trofea międzynarodowe
Nie uczestniczył w rozgrywkach europejskich (stan na 31-05-2024).

### Trofea krajowe
| \| \| Zdobyte trofea w rozgrywkach Polski (stan na: 31-05-2024) \| |                                                           |      |          |
| Rozgrywki                                                          | Osiągnięcie                                               | Razy | Sezon(y) |
| Mistrzostwo                                                        | I miejsce                                                 | 0    |          |
| Mistrzostwo                                                        | II miejsce                                                | 0    |          |
| Mistrzostwo                                                        | III miejsce                                               | 0    |          |
| Puchar                                                             | zdobywca                                                  | 0    |          |
| Puchar                                                             | finalista                                                 | 0    |          |
| II liga                                                            | I miejsce                                                 | 0    |          |
| II liga                                                            | II miejsce                                                | 0    |          |
| II liga                                                            | III miejsce                                               | 0    |          |
| II liga                                                            | 4. miejsce                                                | 1    | 1932     |
| Polska                                                             | Zdobyte trofea w rozgrywkach Polski (stan na: 31-05-2024) |      |          |

- Lubelska Klasa B
  - mistrz (1): 1931
  - wicemistrz (1): 1929
  - 3. miejsce (2): 1930 (gr.Lublin), 1933

## Poszczególne sezony

### Rozgrywki międzynarodowe

#### Europejskie puchary
Klub nie uczestniczył w rozgrywkach europejskich.

### Rozgrywki krajowe
| \| Polska \| Bilans występów klubu w rozgrywkach piłkarskich Polski (Stan na 31 maja 2024 r.) \| \| |                                                                                  |        |       |   |   |   |    |    |     |                      |        |        |      |
| Poziom                                                                                              | Rozgrywki                                                                        | Sezony | Mecze | Z | R | P | B+ | B– | Pkt | Lata                 | Awanse | Spadki | Naj. |
| I                                                                                                   | Liga                                                                             | 0      |       |   |   |   |    |    |     |                      |        |        |      |
| II                                                                                                  | Klasa A / Liga Okręgowa                                                          | 1      |       |   |   |   |    |    |     | 1932                 | 0      | 1      | 4    |
| III                                                                                                 | Klasa B / Klasa A                                                                | 11     |       |   |   |   |    |    |     | 1926–1931, 1933–1937 | 1      | 0      | 1    |
| IV                                                                                                  | III liga / Klasa C / Klasa B                                                     | 1      |       |   |   |   |    |    |     | 1922                 | 0      | 1      | 8    |
| | Puchar Polski                                                                    | 0      |       |   |   |   |    |    |     |                      |        |        |      |
| Polska                                                                                              | Bilans występów klubu w rozgrywkach piłkarskich Polski (Stan na 31 maja 2024 r.) |        |       |   |   |   |    |    |     |                      |        |        |      |

## Struktura klubu

### Stadion
Klub nie miał swojego stadionu. Drużyna rozgrywała swoje mecze domowe w Lublinie na stadionie przy ul. Okopowej, który był terenem należącym do wojska poprzez Urząd Wychowania Fizycznego i Przysposobienia Obronnego. 

## Kibice i rywalizacja z innymi klubami

### Derby
- Hapoel Lublin
- Jardenia Lublin (Szomryja)
- Jutrznia Lublin
- Makkabi Lublin
- Sztern Lublin (Gwiazda)
- Wieniawa Lublin
- ŻAKS Lublin
- AZS Lublin (Sparta)
- HKS Lublin (Grot)
- KS Lublinianka
- Plage i Laśkiewicz Lublin
- Sokół Lublin
- Strzelec Lublin
- WKS Lublin